# Тип русловых процессов
Тип русловы́х проце́ссов — квазициклическая схема деформаций речных русел (на конкретном участке реки).
Существуют различные типы русловых процессов. Среди них основные: меандрирование, русловая многорукавность, пойменная многорукавность, побочневое (разветвлённое русло) и др. Также существуют различные промежуточные и крайние проявления русловых процессов.
Для многих типов русловых процессов выявлены закономерные схемы развития речных русел. Например, при меандрировании — смещение излучин, при русловой многорукавности — смещение вниз по течению русловых островов, при пойменной многорукавности — разработка, развитие и отмирание пойменных проток.
Отнесение конкретного участка реки к соответствующему типу русловых процессов помогает дать прогноз деформаций русла. 
Существуют различные типизации и классификации русловых процессов.